# هاسبرگن
هاسبرگن (به آلمانی: Hasbergen) یک شهر در آلمان است که در Osnabrück واقع شده‌است. هاسبرگن ۱۱٬۱۵۹ نفر جمعیت دارد.